# Louis Ferrari
Louis Pierre Dominique Ferrari (? - ?) was een Italiaanse musette-accordeonist en componist, die in het begin van de jaren dertig actief was in Frankrijk.  Hij had een orkest, Ferrari & Son Ensemble, dat in clubs in Parijs speelde. Zijn compositie Domino, met een Franse liedtekst van Jacques Plante en een Engelse tekst van Don Raye, werd onder meer opgenomen door Bing Crosby, Doris Day, Tony Martin en Andy Williams.

## Composities
Composities van Ferrari zijn onder andere:
- Domino (1951)[2]
- Tonnerre d'Amour
- La Varenne
- N'Oublie Jamais (I Can't Forget)
- Soir de Paris

Ferrari heeft ook opnames gemaakt. Hij was een neef van de jazz-componist en (eveneens) accordeonist Tony Muréna.
- Bibsys: 5001711
- Biblioteca Nacional de España: XX1461776
- Bibliothèque nationale de France: cb13893875n (data)
- Gemeinsame Normdatei: 13534154X
- International Standard Name Identifier: 0000 0001 1884 3653
- Library of Congress Control Number: nr2002045463
- MusicBrainz: 76ed0940-73a8-4d4f-9e19-729c20898830
- Bibliotheek van het Japanse parlement: 001152140
- SNAC: w6639pbw
- Système universitaire de documentation: 07920628X
- Virtual International Authority File: 49407898
- WorldCat: E39PBJvhpd4QtyYJHWVvD994bd